# Riviera-Story
Riviera-Story è un film del 1961 diretto da Wolfgang Becker.

## Trama
Storia d'amore tra l'uomo d'affari di mezza età Arthur Dahlberg di Amburgo, la sua giovane moglie Anja e il giovane scrittore Roy Benter che incontra in Riviera.